# Семен Нестеренко
Семен Нестеренко (рік народження невідомий — близько 1690) — військовий і політичний діяч, останній полковник корсунський(1710—1711).1711-го року полк став опорним пунктом гетьмана Пилипа Орлика, у квітні брав участь в обороні Богуслава від чисельно переважаючих військ Голіцина. Після поразки Орлика формація була ліквідована.